# Вайстюм
Вайстюм (нем. weisthum) — запись обычного права общин-марок Германии, Швейцарии, Австрии, составлявшаяся на крестьянских собраниях в эпоху Средневековья. 
Интересный правовой источник по истории Западной Европы в Средние века и Раннее Новое время. Трудно найти какие-либо стороны жизни средневековой деревни, которые бы не нашли отражение на страницах этих своеобразных документов. Крестьянское хозяйство, права и обязанности крестьян, жизнь феодальной вотчины, статус феодального господина, община, промыслы, рынок, социальные отношения, быт людей того времени, их представления о жизни, о том, что предписано и запрещено — вот неполный перечень вопросов, ответы на которые можно найти в этих документах.
При этом, большинство вайстюмов представляет собой чаще всего господские распоряжения о строжайшем соблюдении крестьянами различных повинностей.
Составлялись обычно на различных немецких наречиях, изредка - на латинском (особенно ранние) и французском языках.

## Происхождение
До сих пор не решены проблемы их происхождения, возраста, атрибуции, типологии.
Наблюдается многочисленность таких документов на юго-западных и прирейнских района Германии.

## Значение
Вайстюмы являются источником исследования общины и деревни Германии эпохи Средневековья.
Подавляющее большинство вайстюмов представляет собой запись прав и взаимных обязанностей крестьян и феодалов, которые воспроизводились на общинных собраниях. Вайстюмы конституировали нормы жизни немецких крестьян, являясь своеобразным договором между феодалами и крестьянами.
Собрание немецких крестьян упоминаются чаще всего как сопутствующая тема в исследованиях по истории марки, поэтому они оказались недостаточно изученными.
В научный оборот вайстюм бы введён в середине 19 века Я. Гриммом, который собрал и опубликовал четыре тома вайстюмов. После его смерти вышло ещё два тома и один том справочных указателей.
В российской историографии к изучение данных документов не получило широкого распространения, они исследовались лишь в работах М.М. Смирина о классовой борьбе в Юго-западной германии, а позже к более полному изучению приступил В.Е. Майер, который в 1955 году защитил в МГУ кандидатскую диссертацию «Уставы (Weistümer) как источник по изучению положения крестьян Германии в конце XV-начале XVI в.»